# Йоель Лехтонен
Йоель Лехтонен (фін. Joel Lehtonen, 27 листопада 1881, Сяамінкі, Фінляндія — 20 листопада 1934, Хаага, Фінляндія) — фінський письменник, поет, журналіст, лінгвіст, перекладач, та літературний критик.

## Біографія
Народився Йоель Лехтонен 27 листопада 1881 року у фінському місті Саамінкі (нині частина Савонлінна). Навчався у Гельсінському університеті, але не закінчив його. Писати почав як неоромантик, але після громадянської війни у Фінляндії його світогляд трансформувався у глибокий песимізм та зневажений скептицизм.
Роками страждаючи від різних недуг, він покінчив життя самогубством, повісившись на мотузці, якою обмотували посилку книг, у листопаді 1934 року.

## Творчість
- Paholaisen viulu (1904)
- Perm (1904)
- Mataleena (1905)
- Villi (1905)
- Tarulinna: Suomen kansan satuja Suomen lapsille (1906)
- Myrtti ja alppiruusu (1911)
- Rakkaita muistoja (1911)
- Punainen mylly (1913)
- Kerran kesällä (1917)
- Kuolleet omenapuut (1918)
- Putkinotkon metsäläiset (1919)
- Putkinotkon herrastelijat (1920)
- Rakastunut rampa eli Sakris Kukkelman, köyhä polseviikki
- Sorron lapset (1923)
- Punainen mies (1925)
- Lintukoto (1929)
- Hyvästijättö lintukodolle, (1934)